# St. Martin (Biberach)

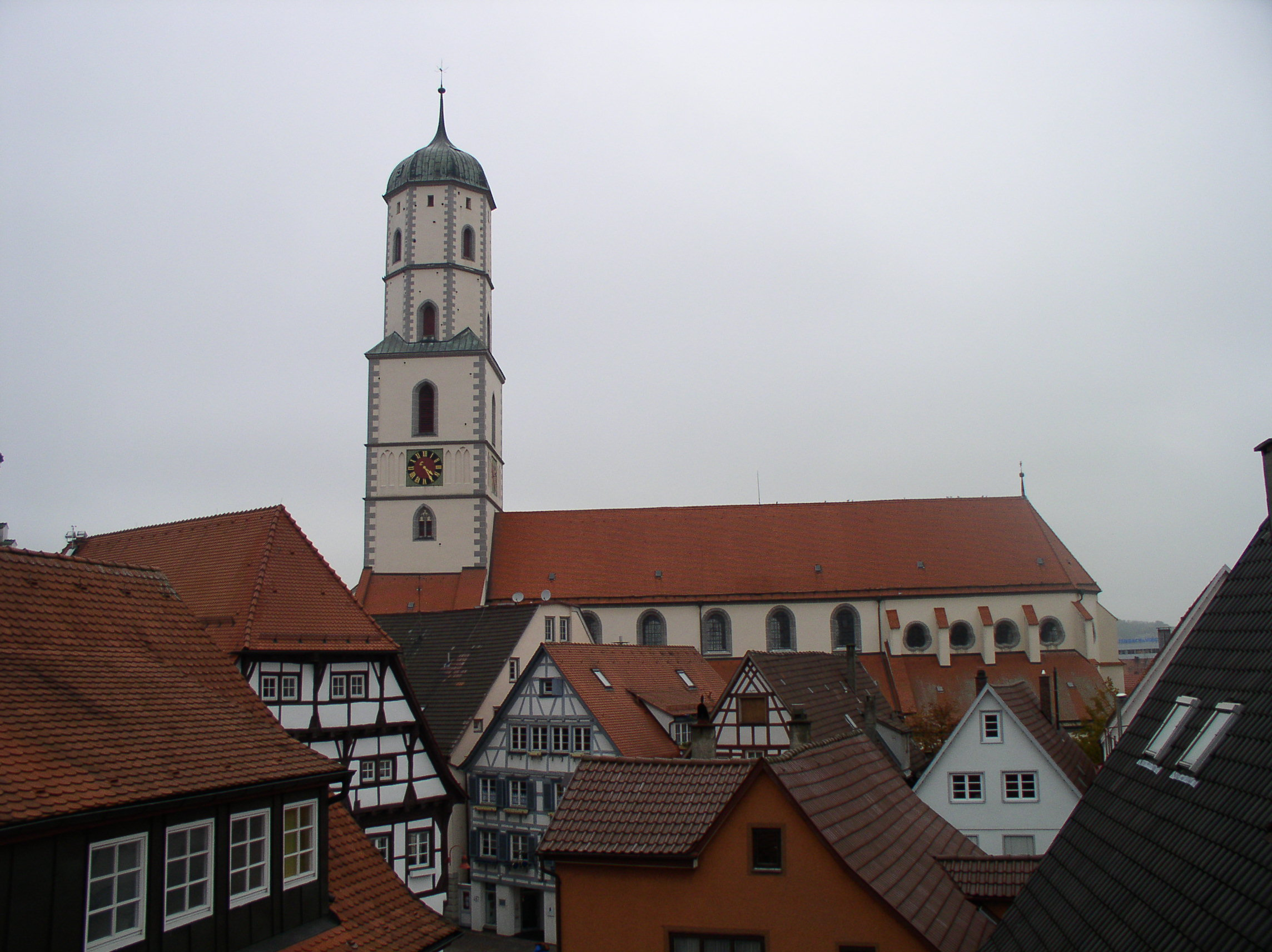
St. Martin von Süden

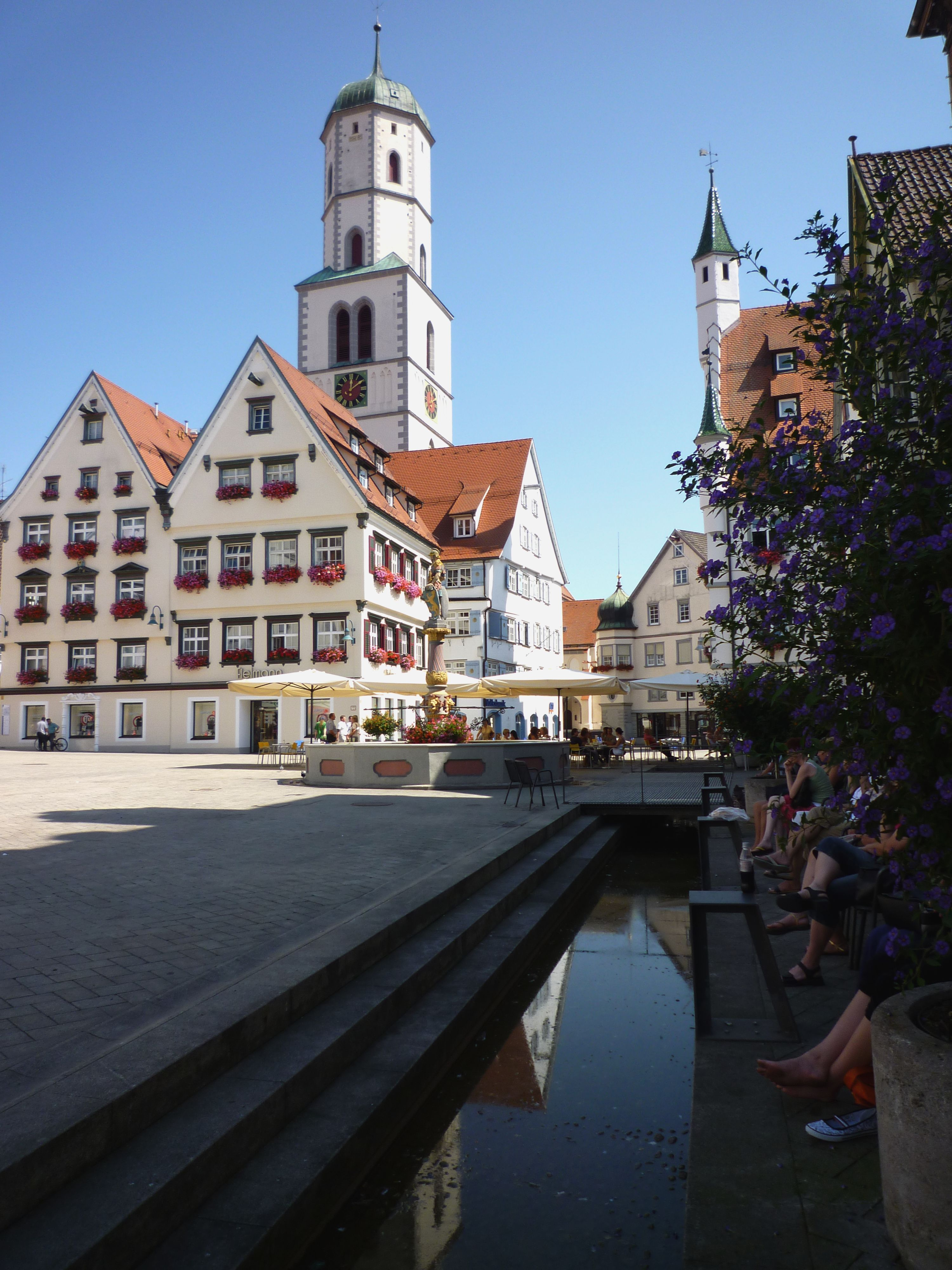
Die Kirche im Bezug zum Marktplatz

Die Kirche St. Martinus und Maria, meist nur „St. Martin“ genannt, ist die Stadtpfarrkirche der Kreisstadt Biberach an der Riß in Baden-Württemberg. Es handelt sich um eine Simultankirche, die von der katholischen und der evangelischen Kirchengemeinde genutzt wird. Eigentümer der Kirche ist die Stiftung Gemeinschaftliche Kirchenpflege Biberach, eine im Konstrukt weltweit einzigartige Stiftung öffentlichen Rechts. Die Kirche befindet sich in zentraler Lage inmitten der Altstadt und ist die älteste und größte Kirche Biberachs.

## Mittelalter

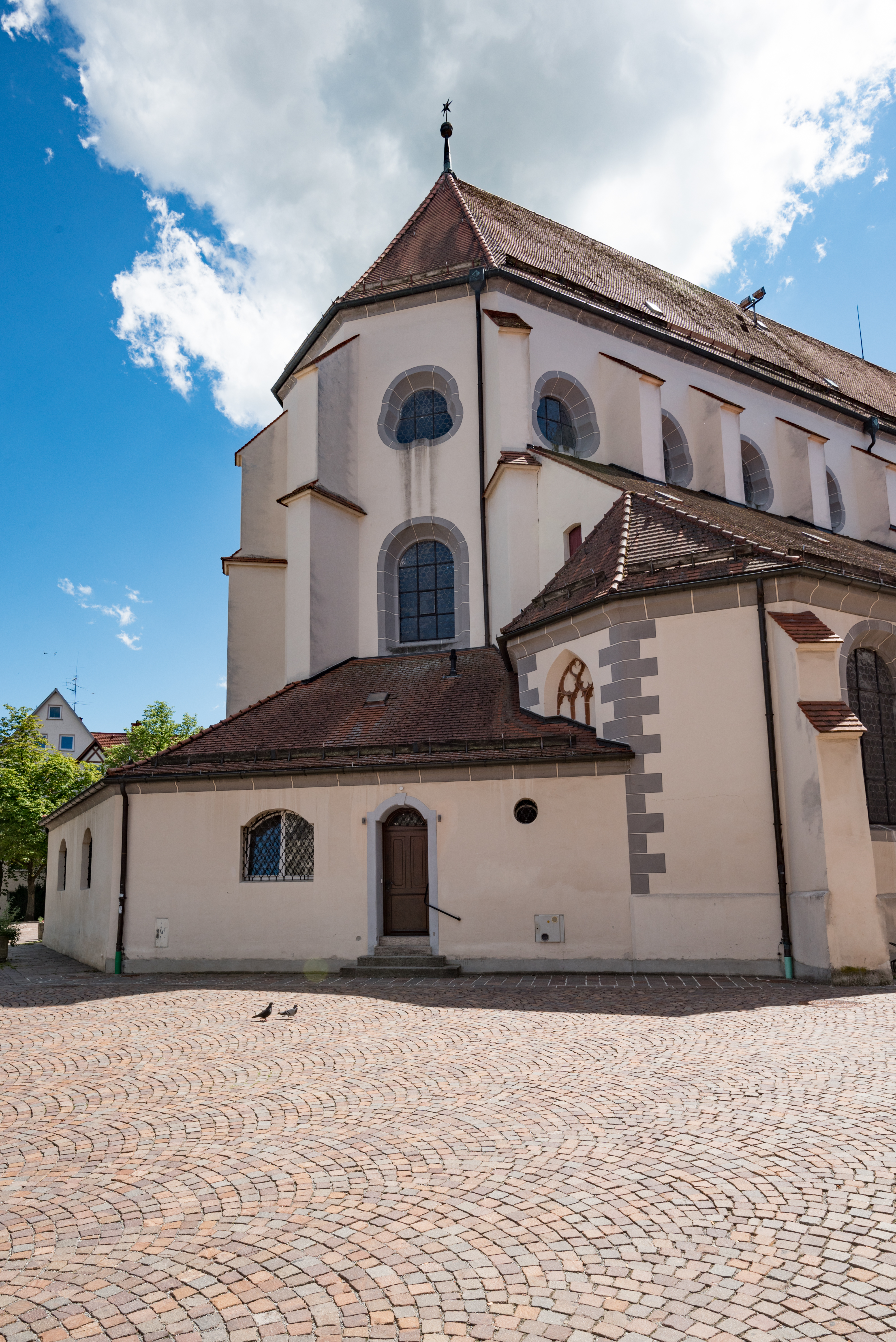
Verschlossenes Ostfenster der nördlichen Nebenkapelle mit Backsteinmaßwerk, teilweise vom neuzeitlichen Anbau verdeckt

Aufgrund des St.-Martin-Patroziniums wird darauf geschlossen, dass es hier schon im 7. Jahrhundert eine Kirche oder Kapelle gegeben haben muss. Der Standort der Vorgängerbauten ist nicht geklärt, archäologische Grabungen zur Erforschung stehen noch aus.
Um 1100 wurde dann eine romanische Kirche errichtet und zwischen 1320 und 1370 durch eine gotische, dreischiffige Basilika ersetzt. Die an den Chor angrenzenden Kapellen und dessen Einwölbung stammen aus dem 15. Jahrhundert. Nach vorgenommenen Stilvergleichen steht fest, dass in der Zeit zwischen 1320 und 1330 mit dem Bau des Chores begonnen wurde. Das Dachgebälk über dem Chor wurde um 1337/1338 gezimmert, das über dem Schiff um 1365/66. Die Achteckpfeiler ruhen auf spitzbogigen Scheidbögen. Der Dreiachtelchor ist eingezogen, der Westturm ist mit einem Dachhelm mit vier Giebeln bekrönt. Der Bau war in seiner Schlichtheit zu Anfang den nüchternen Sakralbauten der Bettelorden verpflichtet. Wohl in den vierziger Jahren übernahm wahrscheinlich der Baumeister Heinrich Kädeli die Bauleitung. Es wurde der Fassadenturm angefügt. Im 15. Jahrhundert wurden an den Chor eine Sakristei und zwei Nebenkapellen angebaut. Die Patrizier Eberhard II von Brandenburg und Martin Weißhaupt stifteten eine Gesellschaftskapelle, die 1449 an der Nordseite angefügt und geweiht wurde. Der städtische Werkmeister Hans Hartmann wölbte von 1475 bis 1476 den Altarraum mit einer halbrunden Tonne mit steilen Stichkappen ein. Auf den vier Schlusssteinen sind auch die beiden Kirchenheiligen zu sehen. Der Biber-Schlussstein wird im Museum ausgestellt. Die verschlossenen Ostfenster der Nebenkapellen sind mit Maßwerk verziert, an der nördlichen Kapelle ist dieses aus Backstein.

## Reformation

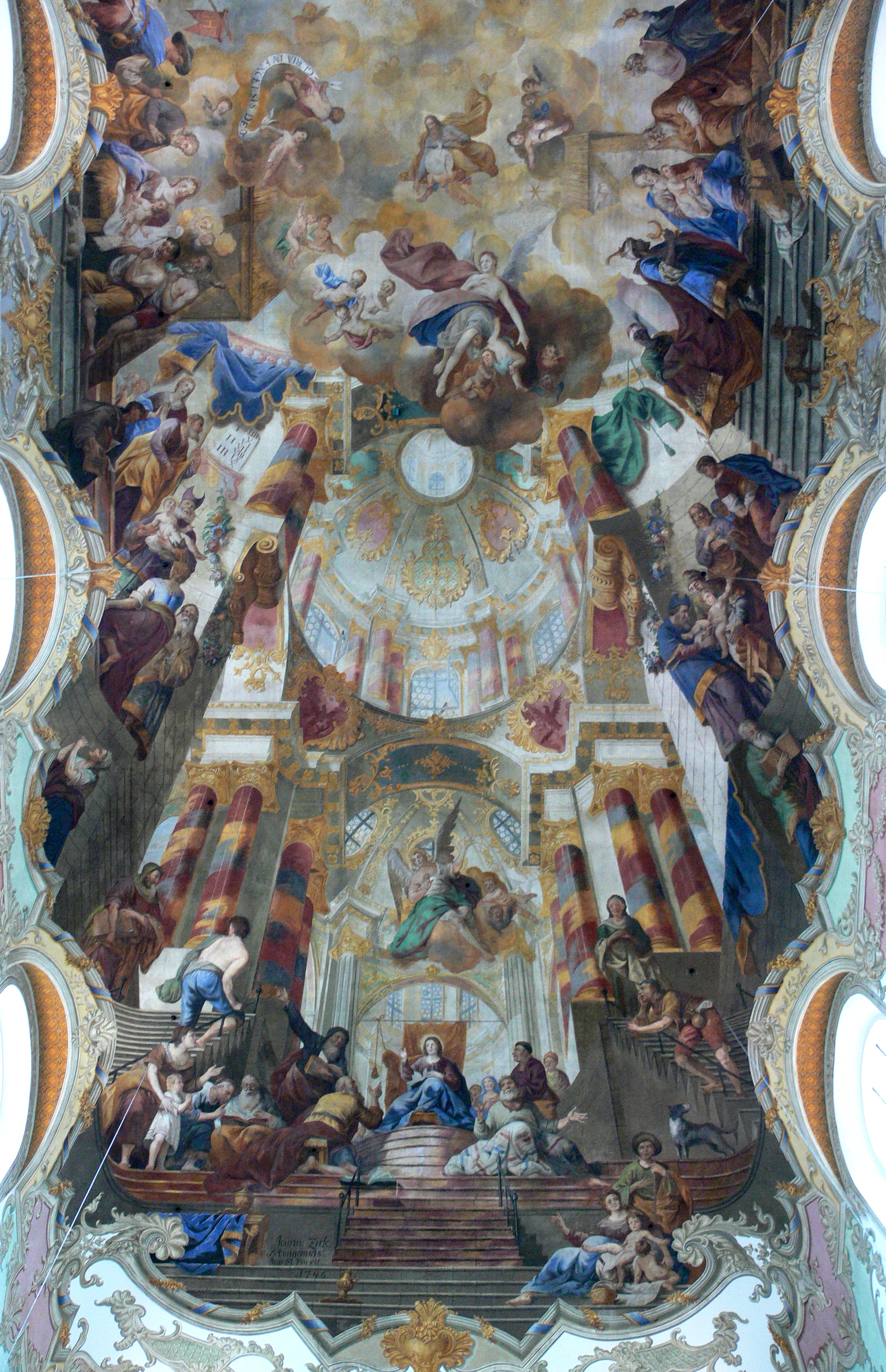
Deckenfresko des Mittelschiffs von Johannes Zick, 1746

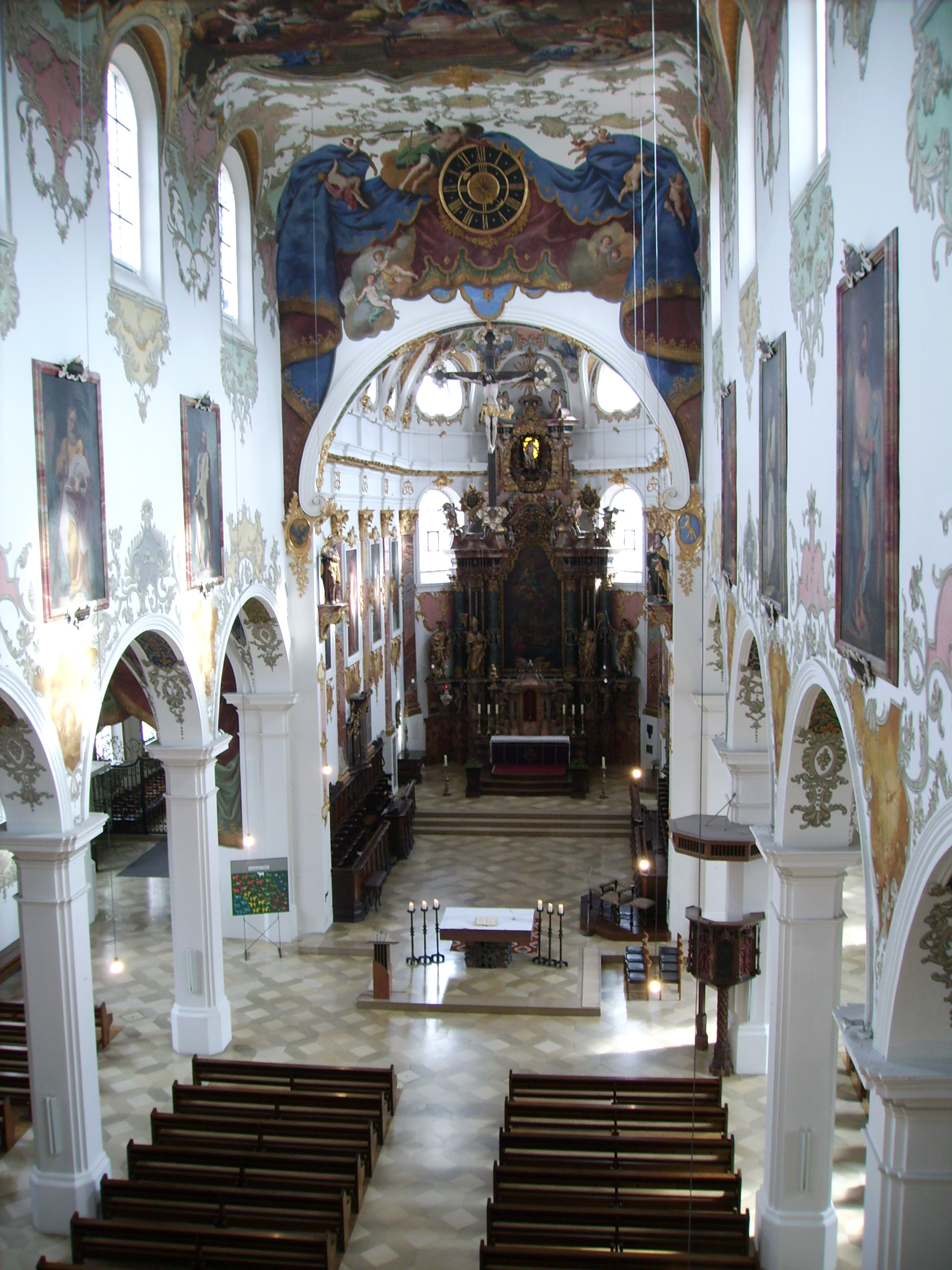
Blick von der Orgelempore

Die Reformation in Biberach gipfelte in einem Bildersturm, bei dem am 29. Juni 1531 unter anderem der Hochaltar der Kirche mit Tafeln von Martin Schongauer zerstört wurde. Die katholische Messe wurde verboten, durch das Augsburger Interim von 1548 aber wieder zugelassen. Gesellschaftlich stand in der Stadt Biberach zu dieser Zeit eine überwiegend protestantische Bevölkerungsmehrheit von etwa 90 % einer römisch-katholisch verbliebenen Adelsschicht von etwa 10 % gegenüber. So nutzten Protestanten und Katholiken die Kirche seit dem 13. August 1548 gemeinsam. Das galt vor allem für das Kirchenschiff, der Chor blieb rein römisch-katholisch. Dieser Zustand wurde durch den Westfälischen Frieden, der sich auf das Normaljahr 1624 bezog, festgeschrieben und besteht noch heute. 1584 wurde die Kirche nach einem Brand, verursacht durch einen Blitzschlag, schwer beschädigt; dabei verbrannten die Orgel und die Uhr. Der Werkmeister Hans Fischer beseitigte zusammen mit dem Maurer Hans Kuzberger innerhalb eines Jahres die Schäden. Dabei erhielt der Turm seine heutige Gestalt und ist nun 69 Meter hoch. Hans Baumhauer malte eine Brandtafel, nach der das Westwerk in etwa sein heutiges Aussehen erhielt.

## Neuzeit

### Ausgestaltung

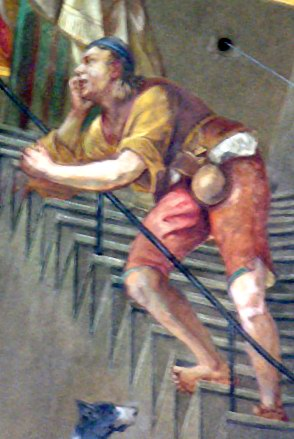
Selbstporträt von Johannes Zick im Deckenbild, 1748

Ein Blitzschlag verursachte 1775 Schäden am Dach des Turmes und an der Orgel. Hierbei wurden auch die Chororgel und der Stuckzierrat beschädigt. Der Orgelbauer Joseph Höß aus Ochsenhausen baute dann neue Pfeifenwerke. 1746 wurde die gotische Kirche im Innern weitgehend barockisiert, erhielt Rundbogenfenster und Johannes Zick malte das Deckenfresko im Mittelschiff. Es zeigt die Geschichte Jesu von Nazaret von der Geburt bis zur Himmelfahrt. Ein Jahr später wurden die Seitenschiffe ausgestaltet. Die eindrucksvollen Deckengemälde im Stil des Rokoko haben im (bikonfessionell genutzten) Kirchenschiff Themen, die für beide Konfessionen tragbar waren, im Chor dagegen – ausschließlich von den Katholiken genutzt – herrscht ein römisch-katholisches Bildprogramm, das etwa eine Allegorie der Kirche zeigt, gekrönt von der päpstlichen Tiara. Unter der Leitung des Stadtbaumeisters Richard Preiser wurde von 1880 bis 1881 eine neue Empore aufgestellt und eine neue Orgel angeschafft. Mit Unterstützung beider Konfessionen wurden die Altäre, das Tafelgemälde, die Heiligenfiguren, die Deckenfresken, der Ölberg, die Beichtstühle, das Chorgestühl, die Windfänge, die Türen, die Fenster, die Wendeltreppe, die Bänke und die Fußböden umfassend renoviert. Eine zweite evangelische Sakristei wurde bei der Renovierung von 1963 bis 1967 in den sogenannten Nonnenschopf gebaut. Es wurden neue Fenster eingebaut und die Orgelempore erweitert. Die Deckengemälde waren verwittert und mussten verfestigt und restauriert werden. In dieser Zeit wurden auch alle Stuckarbeiten und die Wandgemälde renoviert; der Ambo und der Volksaltar wurden aufgestellt. Der Außenbau wurde von 1985 bis 1986 nach Befund gestaltet.
Im August 2022 schlug erneut ein Blitz in den Turm ein, sorgte für ein halbstündliches nächtliches Glockenläuten und richtete erhebliche Schäden an der Turmuhr sowie an Elektrik, Elektronik und Heizung der Kirche an.

### Simultaneum
Die Stadtpfarrkirche St. Martin in Biberach – auch Simultaneum genannt – wurde etwa in den Jahren 1320–1370 erbaut. Sie wurde bereits damals als eigenständige reichsstädtische Pfarrkirche errichtet und von der Kirchenpflege, später Gemeinschaftliche Kirchenpflege, als einer Stiftung zum Erhalt der Kirche unterhalten. Die Gemeinschaftliche Kirchenpflege unterstand in Zeiten der Freien Reichsstadt dem Magistrat, dem Verwaltungsrat der freien Reichsstadt Biberach, der innerhalb seines Territoriums für die Ausübung des religiösen Lebens mit verantwortlich war. Die Verantwortung des Magistrats blieb bis zum Verlust der Reichsfreiheit bestehen. In verschiedenen Verträgen, die die Rechtsform der Kirchenpflege und Kirchengemeinden in der jeweiligen Zeit regelten, wurde das Eigentumsrecht der Gemeinschaftlichen Kirchenpflege an der Stadtpfarrkirche St. Martin mit dem dazugehörigen Kirchplatz und ihre Eigenschaft als Rechtsperson nie in Frage gestellt. Eigentümerin der Stadtpfarrkirche ist nach dem Grundbuch die Gemeinschaftliche Kirchenpflege Biberach.
In Zeiten der Reformation wurde für die Kirche St. Martin das so genannte Simultaneum eingerichtet, wonach für das Kirchengebäude eine gleiche paritätische Nutzung und bauliche Verantwortung der Kirchengemeinden beider Konfessionen besteht und in der die evangelischen wie auch die katholischen Gläubigen Gottesdienste und Messen feierten und bis heute feiern.
Mit den württembergischen Landesgesetzen 1887 und 1889 wurde der Gemeinschaftlichen Kirchenpflege der Status einer rechtsfähigen Stiftung bestätigt.
Bei der Gemeinschaftlichen Kirchenpflege handelt es sich um eine rechtsfähige Stiftung öffentlichen Rechts. Sie hat die besondere Form der gemeinschaftlichen Stiftung (§ 31 Württembergisches Gesetz betreffend die Vertretung der evangelischen Kirchengemeinden und die Verwaltung ihrer Vermögensangelegenheiten vom 18. Juni 1887). Auch mit der Einführung des Bürgerlichen Gesetzbuches zum 1. Januar 1900 hat Biberach am Simultaneum und deren Verwaltung durch die bürgerliche Gemeinde festgehalten. Im Rahmen der Vermögensausscheidungs- und Abfindungsurkunde 1906 wurde dies ausdrücklich festgehalten. Diese besondere Form ist auch durch spätere gesetzliche Regelungen, insbesondere zur Gemeindeordnung, nicht wirksam aufgehoben worden. Im Geiste dieser jahrhundertealten Tradition und zum Erhalt und zur Fortführung des Zweckes dieser gemeinschaftlichen Stiftung wurde durch den Gemeinderat in Stiftungssachen Gemeinschaftliche Kirchenpflege im Einvernehmen mit den Gesamtkirchengemeinden beider Konfessionen am 25. Juni 2012 eine gemeinsame Satzung unterzeichnet und vom Regierungspräsidium Tübingen genehmigt.

### Katholische Sakristei
Die katholische Sakristei schließt seit 1720 die Chorapsis mit drei Räumen im Dreiachtelschluss ab. Die nicht öffentlich zugängliche Sakristei beherbergt wertvolle Sakristeischränke und den bedeutsamen Kirchenschatz. Wertvollste Teile dieses Kirchenschatzes sind eine Turmmonstranz aus dem Jahr 1612, ein spätromanisches Kruzifix aus der Zeit um 1220, ein Festtagskelch, der im Jahr 1786 vom Augsburger Goldschmied Johann Ignaz Baur getrieben wurde, sowie historische Messgewänder.

## Kapellen

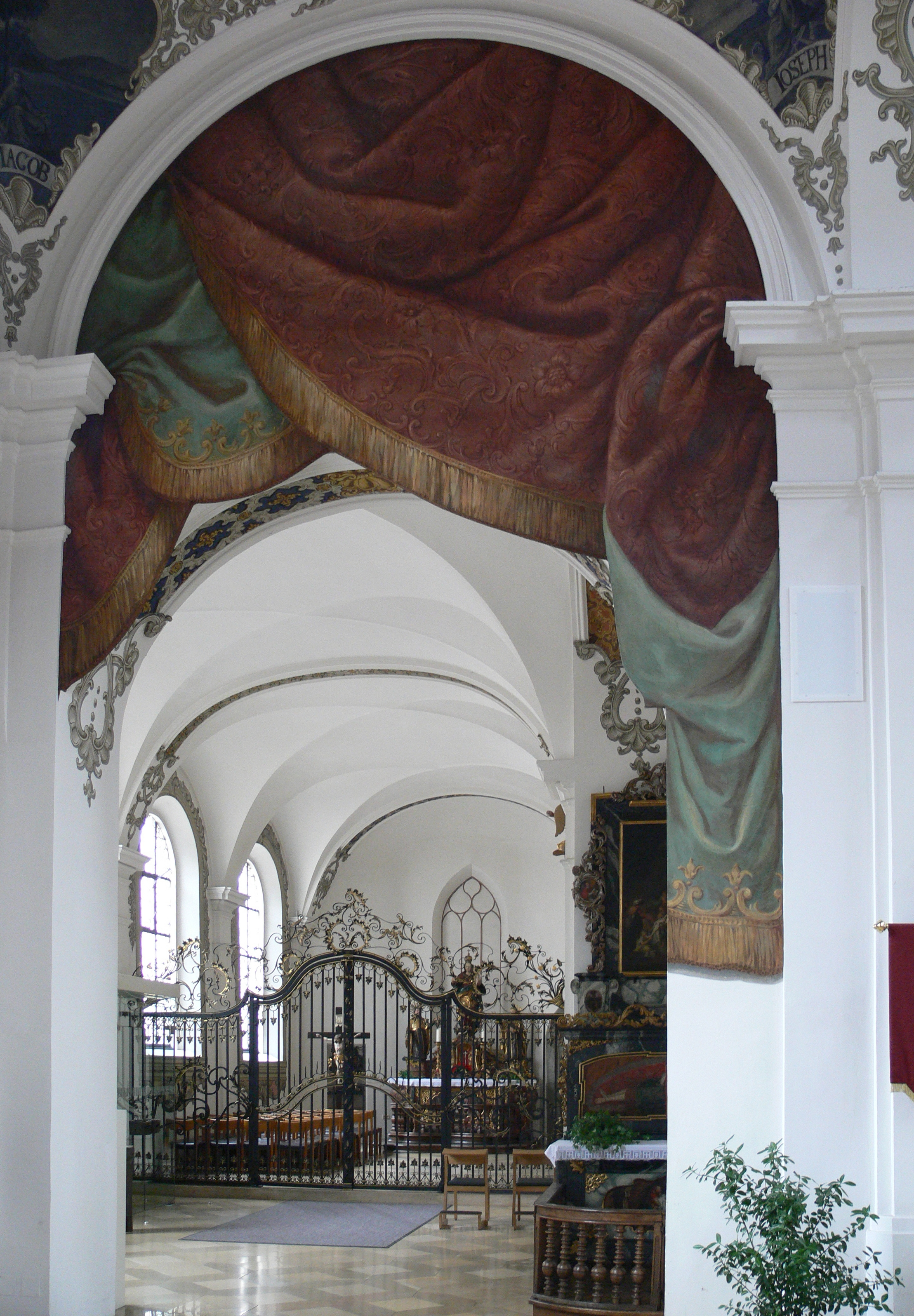
Die Marienkapelle

### Brandenburgische Kapelle
Die Brandenburgische Kapelle wurde von 1999 bis 2000 als Andachtsraum eingerichtet. Die zwei Barockgitter standen früher an den Seiten des Mittelaltares unter dem Chorbogen. Das Kruzifix aus der Zeit um 1520 erinnert stark an Arbeiten von Michael Zeynsler. Bemerkenswert sind auch die Assistenzfiguren des Jüngers Johannes und der schmerzhaften Mutter aus dem späten 15. Jahrhundert.

### Pflummernkapelle
Diese Kapelle wurde 1603 von der aus der Gegend um Riedlingen stammenden Patrizierfamilie Pflummern gestiftet. Unter der Kapelle befindet sich die Gruft der Familie. Das mit Muschelwerk umrahmte Altarbild, das 1621 von dem Stadtmaler Dietrich Meuß aus Feldkirch gemalt wurde, ist bemerkenswert. In der Kapelle werden bedeutende Grabmale und Wappen gezeigt. Von 1880 wurde die Kapelle so wie im Ursprung, in einen gotischen Raum umgewandelt. Ihr heutiges Aussehen erhielt die Kapelle bei einer Renovierung in den Jahren 1963 bis 1967.

### Marienkapelle
In der Marienkapelle steht der frühere Marienaltar, dessen Mittelpunkt eine als sehr schön geltende frühbarocke Madonna ist. Sie wurde um 1660 von Georg Grassender gefertigt. Die Madonna wird von den Heiligen Katharina von Siena und Dominikus begleitet und um 1730 geschaffen. Katharina und Dominikus werden im Volksmund auch als Rosenkranzheilige verehrt.

## Ausstattung

### Orgel

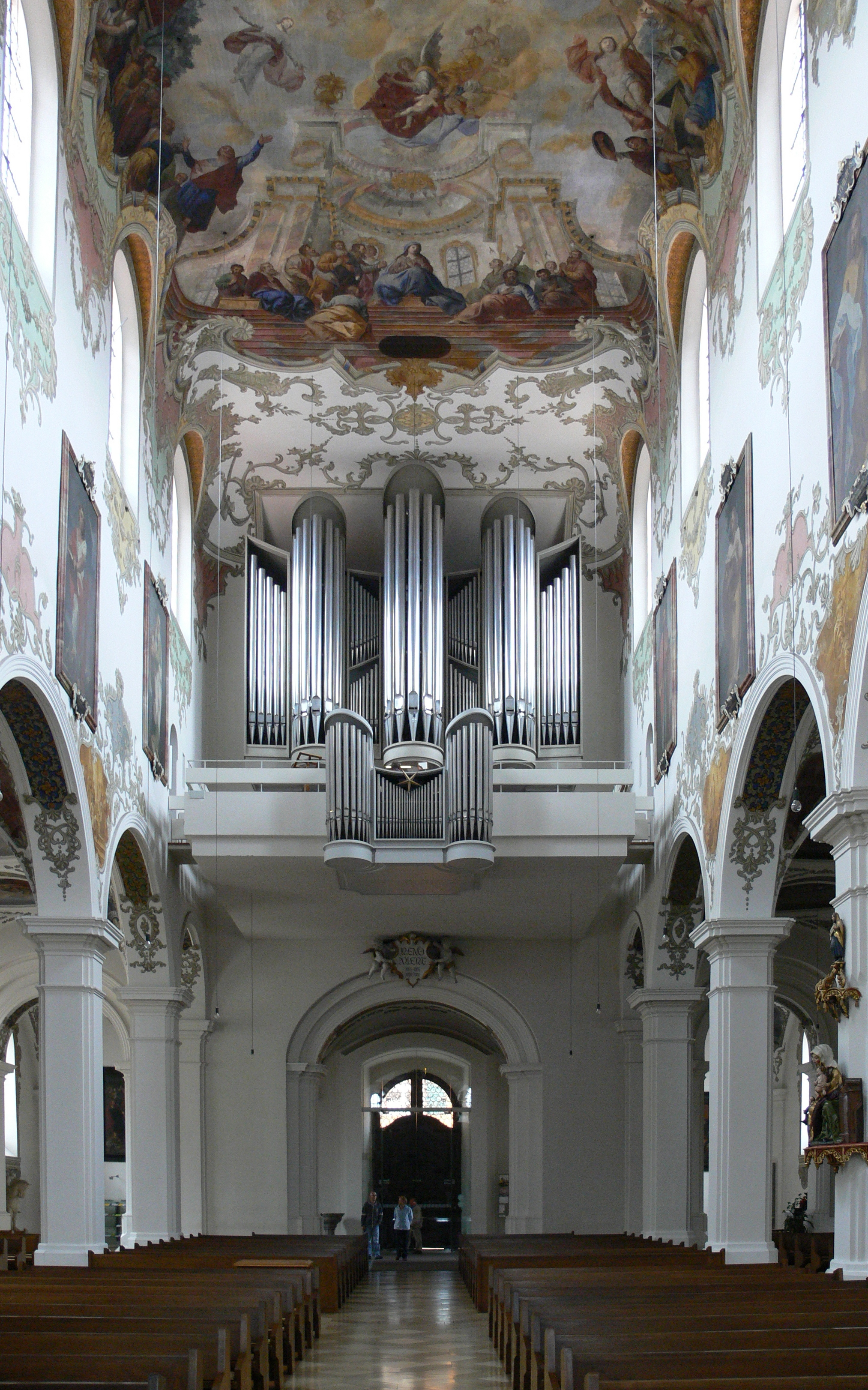
Hauptorgel

Schon vor 1484 muss die Kirche eine Orgel besessen haben, denn es gab eine Pfründe für einen Priesterorganisten. Vor 1490 war eine Orgel im Chor vorhanden, ab 1490 wurde eine neue große Orgel gebaut. 1581/82 erfolgt ein Neubau durch Caspar Eckstein, Weil der Stadt, welcher aber bereits 1584 durch einen Blitzschlag, der den gesamten Turm abbrennen ließ, zerstört wurde. 1590 errichtete deshalb erneut Eckstein eine Orgel. Da die Ecksteinsche Orgel, inzwischen mehrfach renoviert und überarbeitet unter anderem von Egidius Schnitzer, 1775 erneut vom Blitz vernichtet wurde, schuf Joseph Höß dann zwischen 1777 und 1778 die Hauptorgel. 1881 kam es dann zu einem Neubau durch die Firma Weigle. 1966 wurde die vollkommen intakte Weigle-Orgel abgerissen. Das Gehäuse wurde dem Deutschen Museum angeboten, welches es aus Platzmangel ablehnte. Ein Teil steht nun in einem bayerischen Wohnzimmer, der Rest wurde verfeuert. 1967 errichtete die ortsansässige Firma Albert Reiser einen Neubau nach Plänen von Walter Supper, der inzwischen 54 klingende Register auf drei Manualen samt Pedal besitzt. Das Werk wurde 2003 umfassend in Stand gesetzt, neu intoniert und erhielt einen neuen Spieltisch, einige wenige dispositionelle Änderungen und neue Register. Die Hauptorgel hat seither folgende Disposition:
| I Rückpositiv C–a3 |               |       |
| 1.                 | Gedeckt       | 8′    |
| 2.                 | Quintade      | 8′    |
| 3.                 | Principal     | 4′    |
| 4.                 | Koppelflöte   | 4′    |
| 5.                 | Kleinkornett  | 2 ⁄3′ |
| 6.                 | Oktave        | 2′    |
| 7.                 | Nachthorn     | 2′    |
| 8.                 | Quinte        | 1 ⁄3′ |
| 9.                 | Scharf III–IV | 1′    |
| 10.                | Musette       | 8′    |
| 11.                | Vox Humana    | 8′    |
|                    | Tremulant     |       |

| II Hauptwerk C–a3 |                  |       |
| 12.               | Praestant        | 16′   |
| 13.               | Quintade         | 16′   |
| 14.               | Principal        | 8′    |
| 15.               | Flûte harmonique | 8′    |
| 16.               | Flötgedackt      | 8′    |
| 17.               | Oktave           | 4′    |
| 18.               | Gemshorn         | 4′    |
| 19.               | Quinte           | 2 ⁄3′ |
| 20.               | Waldflöte        | 2′    |
| 21.               | Larigot II       | 2′    |
| 22.               | Mixtur IV–V      | 1 ⁄3′ |
| 23.               | Fagott           | 16′   |
| 24.               | Trompete         | 8′    |
|                   | Zimbelstern      |       |

| III Schwellwerk C–a3 |                    |        |
| 25.                  | Bourdon            | 16′    |
| 26.                  | Hölzernflöte       | 8′     |
| 27.                  | Geigenprincipal    | 8′     |
| 28.                  | Salicional         | 8′     |
| 29.                  | Vox cœlestis ab c0 | 8′     |
| 30.                  | Principal          | 4′     |
| 31.                  | Rohrflöte          | 4′     |
| 32.                  | Nasard             | 2 ⁄3′  |
| 33.                  | Doublette          | 2′     |
| 34.                  | Piccolo            | 2′     |
| 35.                  | Terz               | 1 3⁄5′ |
| 36.                  | Septime            | 1 ⁄7′  |
| 37.                  | Blockflöte         | 1′     |
| 38.                  | Mixtur IV–V        | 2 ⁄3′  |
| 39.                  | Dulzian            | 16′    |
| 40.                  | Hautbois           | 8′     |
| 41.                  | Clairon            | 4′     |
|                      | Tremulant          |        |

| Pedal C–f1 |                  |        |
| 42.        | Untersatz        | 32′    |
| 43.        | Principalbaß     | 16′    |
| 44.        | Subbaß           | 16′    |
| 45.        | Oktavbaß         | 8′     |
| 46.        | Gemshorn         | 8′     |
| 47.        | Rohrgedeckt      | 4′     |
| 48.        | Dolkan           | 4′     |
| 49.        | Baßzink III      | 5 1⁄3′ |
| 50.        | Rauschpfeife III | 2 ⁄3′  |
| 51.        | Posaune          | 16′    |
| 52.        | Tromba           | 8′     |
| 53.        | Clarine          | 4′     |
| 54.        | Kornett          | 2′     |

- Koppeln: III/II, I/II, II/I, III/I, III 4'/P, I/P, II/P, III/P.
- Spielhilfen: Setzersystem mit 1024 Plätzen auf 16 Ebenen; Crescendowalze; Schwelltritt; Sequenzer.
- Schleifladen, mechanische Spieltraktur, elektrische Registertraktur[20]

### Altäre

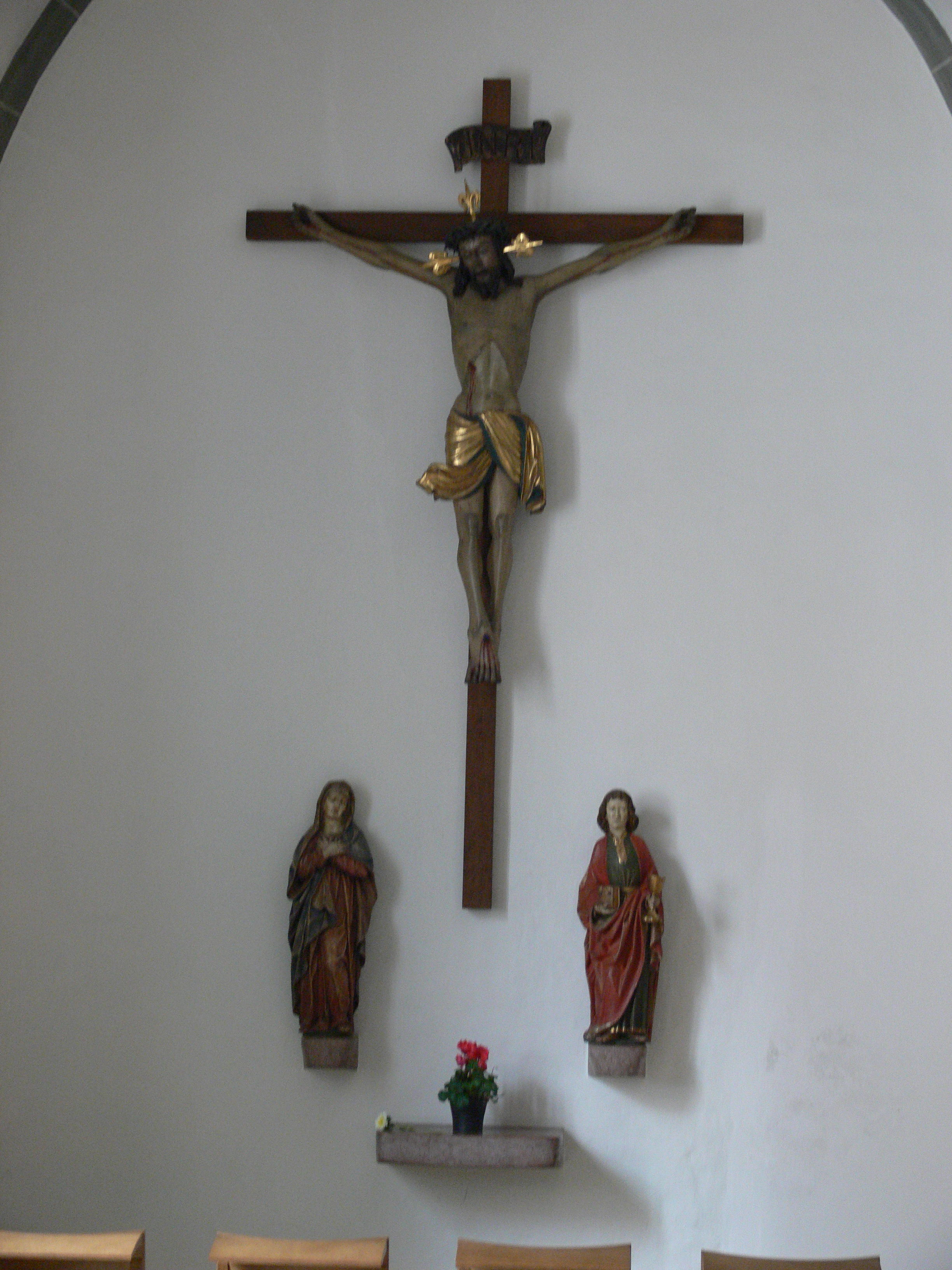
Kreuzigungsgruppe in der Brandenburgkapelle

- Im Innenraum stehen insgesamt neun Altäre, in der Zeit um 1500 besaß die Kirche 17 Altäre.[21]
- Ein Choraltar wurde 1604 von Hans Dürner angefertigt, den jetzigen Hochaltar fertigte Johann Eucharius Hermann 1720, der Altar wurde von 1746 bis 1748 grundlegend im Stil des Barock umgearbeitet.[5]
- Der Candidusaltar wurde in der Zeit von 1768 bis 1769 in der südlichen Chorkapelle aufgestellt.

### Sonstige Ausstattung

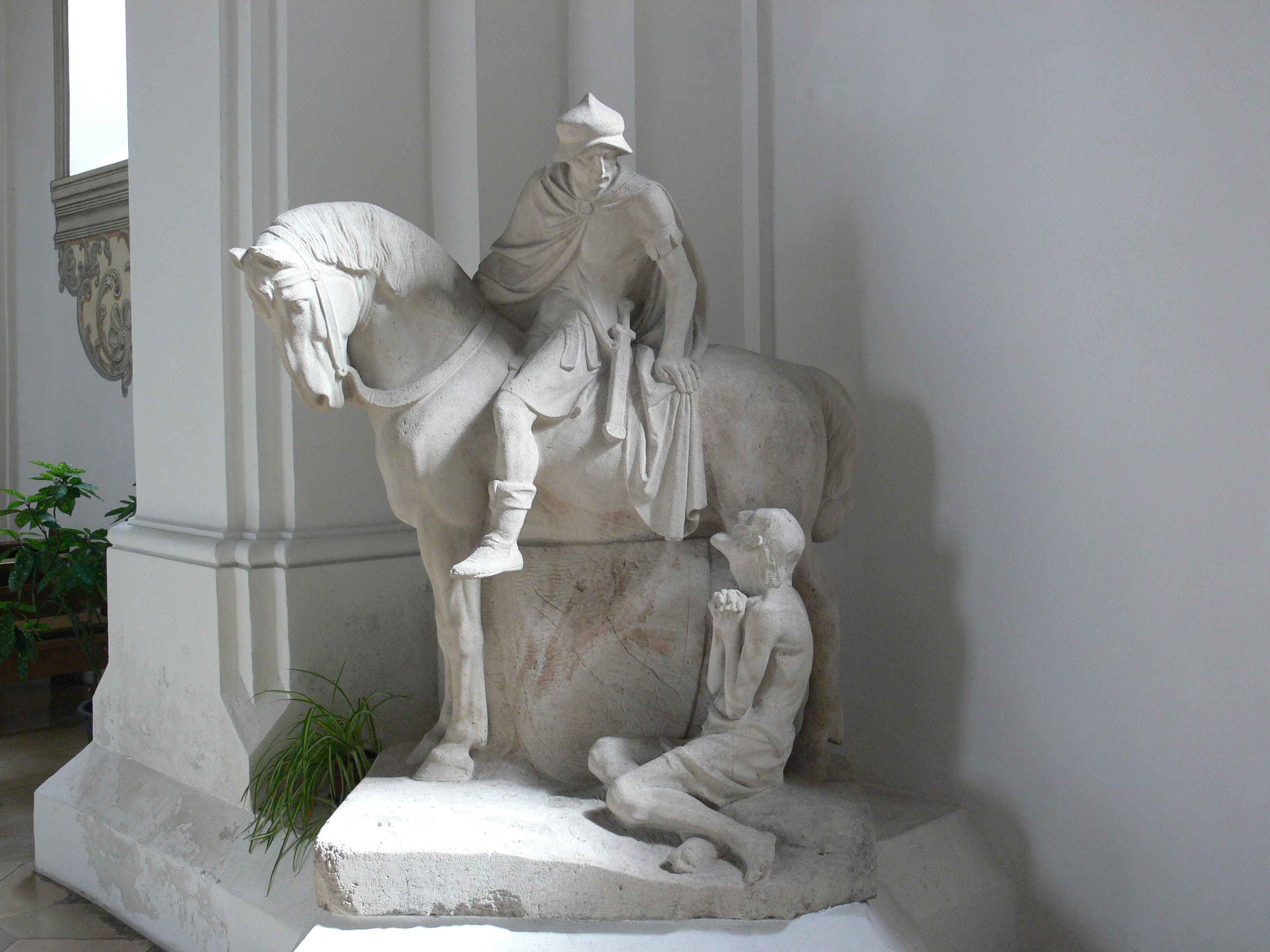
St. Martin in der Vorhalle

- Die spätgotische Holzkanzel wurde 1511 von Hans Hochmann angefertigt; Prediger beider Konfessionen benutzen sie. Sie stand von 1511 bis 1881 am mittleren Südpfeiler. Dass der Kanzelkorb während dieser Zeit rechtwinklig zum Schiff gerichtet war, ist an der entsprechenden Ausrichtung der Sockelplatte erkennbar.[22][23] Die Kanzel wurde bei der Kirchenrenovierung um 1881 – bei gleichzeitiger Neuausrichtung des Gestühls nach Osten – an den östlichen Südpfeier versetzt und damit aus der bisherigen Querkirche, dem der evangelischen Gemeinde zugeordneten Langhaus mit kanzelgerichtetem Gestühl, eine bis heute sich so darbietende Längskirche gemacht.[24] Am Kanzelaufgang sind in lateinischer Sprache folgende Worte angebracht: Rufe getrost, halte nicht an dich! Erhebe deine Stimme wie eine Posaune und verkündige meinem Volk seine Abtrünnigkeit und dem Hause Jakob seine Sünden! (aus Jesaja 58,1). Die Büsten der Kirchenväter, die früher auf dem Kanzelkorb standen, fielen dem Bildersturm zum Opfer. An deren Stelle wurde feingliedriges Maßwerk angebracht.
- In dem Deckenfresko über der Kanzel ist der zwölfjährige, im Tempel lehrende Jesus zu sehen.[25]
- Die Kopie der Nenninger Pietà von Ignaz Günther wurde von dem Biberacher Christian Glöckler angefertigt, sie steht vor der Brandenburger Kapelle.[26]
- An einem Pfeiler im Mittelschiff steht eine Figurengruppe mit der Darstellung der Anna selbdritt. Die Plastik wurde um 1515 vermutlich von Michael Zeynsler, im Stil der Spätgotik gefertigt. Sie ist eine der wenigen Darstellungen, die den Bildersturm von 1531 überdauerten.[27]
- Die am Eingang der Brandenburgkapelle stehenden Gitter, wurden 1769 von dem Kunstschlosser Johann Martin Pfann geschmiedet.[28]
- Das Ziergitter in der Pflummernkapelle wurde im 17. Jahrhundert gefertigt.[28]
- Im Chorbogen zeigt eine dort angebrachte Uhr die Zeit und erinnert an die Sterblichkeit und die Endlichkeit. Dies wird durch den doppelgesichtigen Chronos versinnbildlicht, der sich an die Uhr anlehnt. Chronos schaut nach rechts mit einem dunkel gemalten alten Gesicht und nach links mit einem hellen jugendlichen.
- Das Kruzifix in der Brandenburgkapelle stammt aus der Zeit um 1520; es erinnert an die Arbeiten des Michael Zeynsier und ist sehr ausdrucksstark.[28]
- In der Brandenburgkapelle stehen Figuren des Apostels Johannes und einer schmerzensreichen Mutter aus dem späten 15. Jahrhundert.
- Eine Anna selbdritt wurde um 1510 möglicherweise von Zeynsler geschaffen; sie wurde später überarbeitet. Die Figuren der Maria, des Jesus und des Joachim sind hinzugefügt worden. Die Figur der Anna ist wahrscheinlich ursprünglich eine Muttergottes gewesen.[29]
- In der Candiduskapelle sind in einer Nische zwei Sitze der spätgotischen Chorbank erhalten.[30]
- Im Chorbogen hängt ein Kruzifixus, er stammt wohl aus der Syrlinwerkstatt und wurde um 1510 von dem damaligen Bürgermeister Franz von Brandenburg gestiftet. Er wurde 1747 in der Art des Barock neu gefasst und 1881 wurde ein neugotischer Kopf zugefügt. Die manieristischen Assistenzfiguren sind Arbeiten des Hans Dürner aus der Zeit um 1609.[28]
- Das Eisengitter und die drei Beichtstühle sind aus spätbarocker Zeit.[28]
- Die Tafelbilder von J. Esperlin an den Wänden des Seitenschiffes zeigen Evangelisten und Apostel.[31] Sie sind auf das Hauptschiff und den Altarraum verteilt. Es werden Maria, Christus, Gottvater und die Apostel gezeigt. In den darunter befindlichen Kartuschen wird auf das Glaubensbekenntnis Bezug genommen.[32]
- Das Chorgestühl aus Eiche und Nussbaum baute 1748 der Kapellenschreiner Johann Konrad Fichtel aus Biberach. Die Ausführung ist relativ schlicht, einige schmückende Laubwerkgirlanden und Blattornamente sind zu sehen. Die Rückwand wurde mit einigen Einlegearbeiten versehen.[30]
- Die Statue mit der Darstellung des Christkönigs in der Brandenburgischen Kapelle wurde 1938 von dem Bildhauer Georg Lesehr aus Biberach gefertigt.
- Auf den Durchgangsgesimsen der Kapellen stehen vier Stuckengel.
- An der Westwand hängt ein auf Holz gemaltes Ölgemälde. Das um 1620 gemalte Bild zeigt eine Pietà, Angehörige des 1584 verstorbenen Bürgermeisters Rollin, sowie zwei Passionsengel.
- Im gegenüberliegenden Seitenschiff befindet sich an der Westwand ein Gemälde der Trinität (1681) von Johann Heinrich Schönfeld. Es diente früher als Altarbild in der 1804 abgebrochenen Nikolaikapelle.[33][34]
- In der Beichtkapelle befindet sich eine Figur der heiligen Barbara im Stil der Neugotik.
- Beiderseits der Orgelempore sind zwei Putten mit Kartuschen angebracht.[29]
- Zwei Halbfiguren des Nikolaus und des Konrad sind in Silber getrieben, sie wurden 1660 wurden von einem Meister aus Augsburg mit dem Monogramm F. W. geschaffen.
- Franz Anton Gutwein empfand von 1787 bis 1789 die Sockelreliquiare für Georg und Martin den Sockelkästen der Figuren des Nikolaus und des Konrad nach.[29]
- Ein Silberschmied aus Augsburg fertigte 1769 das Taufgeschirr für die Evangelische Gemeinde an. Es ist mit einem Relief des Guten Hirten verziert und mit einer Johannesfigur bekrönt.[35]
- Der Kirchenschatz beherbergt etliche Kruzifixe. Darunter befindet sich der spätromanische Gekreuzigte aus der Zeit um 1220.
- Das Passionskreuz ist eine Arbeit des 17. Jahrhunderts.
- Die Turmmonstranz stammt von 1612.
- Die Sonnenmonstranz wurde im 18. Jahrhundert geschaffen.
- Zur Ausstattung gehören mehrere Messkelche, unter anderem von 1698, 1715 und 1786.
- Ein silbernes Weihrauchfass ist vom 17. Jahrhundert.
- Die Barockreliquiare sind Arbeiten des 18. Jahrhunderts.
- Verschiedene Liturgiegewänder und Klosterstickereien komplettieren den Kirchenschatz.[35]

## Wissenswertes

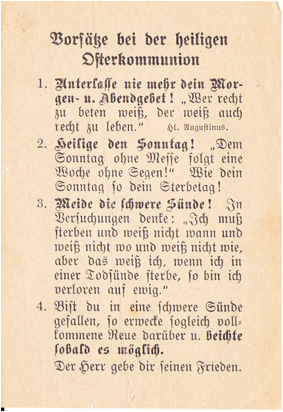
Vorsätze bei der heiligen Osterkommunion in der Stadtpfarrkirche Biberach (1919)

- Im Braith-Mali-Museum ist in der Abteilung zur Stadtgeschichte auch die Eigenschaft von St. Martin als Simultankirche thematisiert. In einer Vitrine ist dort ein katholischer und ein evangelischer Putzeimer ausgestellt.
- Das Simultaneum Bauhütte e. V. ist ein Förderverein, der sich die Erneuerung der Heizung zum Ziel gesetzt hat und Geld für den Erhalt des Gebäudes sammelt.[36]